# Eristena araelis
Eristena araelis är en fjärilsart som beskrevs av George Francis Hampson 1897. Eristena araelis ingår i släktet Eristena och familjen Crambidae. Inga underarter finns listade i Catalogue of Life.